# Гангкофен
Гангкофен (нем. Gangkofen) — ярмарочная община в Германии, в Республике Бавария.
Община расположена в правительственном округе Нижняя Бавария в районе Ротталь-Инн. Население составляет 6479 человек (на 31 декабря 2010 года). Занимает площадь 108,79 км².
Ярмарочная община подразделяется на 9 сельских округов.

## Население
По оценке на 31 декабря 2015 года население общины Гангкофен составляет 6433 чел. 

| Дата      | 1840 | 1871 | 1900 | 1925 | 1939 | 1950 | 1961 | 1970 | 1987 | 2011 |
| --------- | ---- | ---- | ---- | ---- | ---- | ---- | ---- | ---- | ---- | ---- |
| Население | 4688 | 5064 | 5616 | 6187 | 6367 | 8825 | 6274 | 6336 | 6095 | 6415 |

| Год       | 1960 | 1970 | 1980 | 1990 | 2000 | 2009 | 2010 | 2011 | 2012 | 2013 | 2014 | 2015 |
| --------- | ---- | ---- | ---- | ---- | ---- | ---- | ---- | ---- | ---- | ---- | ---- | ---- |
| Население | 6346 | 6277 | 5759 | 6205 | 6550 | 6488 | 6479 | 6364 | 6358 | 6356 | 6390 | 6433 |